# بات زاروو
بات زاروو (به آلمانی: Bad Saarow) یک شهر در آلمان است که در اودر-اشپری واقع شده‌است. باد زااروو ۵٬۰۰۱ نفر جمعیت دارد.